# Feel the Fire
Feel the Fire — дебютный студийный альбом американской трэш-метал-группы Overkill, вышедший 15 октября 1985 года на Megaforce Records.

## Об альбоме
Последняя песня в альбоме, «Sonic Reducer», является кавером песни 1977 года панк-рок группы The Dead Boys; она не была включена в виниловую и кассетную версии альбома, и в некоторых выпусках CD она была помещена между песнями «Second Son» и «Hammerhead». Песня «Rotten to the Core» исполнялась на всех концертах группы начиная с 1984 года.
Алекс Хендерсон из Allmusic поставил альбому 3 звезды из 5, сказав, что «альбом наделал много шуму в метал-сообществе и среди слушателей» и «содержит стремительные риффы». Альбом «образовал верную базу поклонников, которая неуклонно росла, когда группа расширила свою дискографию в середине и конце 80-х». Также, согласно Хендерсону, «участники группы звучат удивительно завершенно на этом мейджор-лейбл дебюте, предоставляя плотное исполнение и помогая определить поколение впечатляющей второй волны агрессивного трэш-метала».
Feel the Fire не попала в чарты. Учитывая ограниченный успех альбома, группа подписала контракт с Atlantic Records в 1986 году, хотя ещё продолжала работать с Megaforce до выхода Horrorscope в 1991 году.
Большую часть 1985 и 1986 года группа провела в турне в поддержку альбома, разогревая такие группы, как Nuclear Assault, Megadeth, Black Flag, Venom и D.R.I. Также она выступала с S.O.D., Carnivore, Liege Lord, Death, Primal Scream и Whiplash. В 1986 году Overkill участвовала в двух крупных турах — на разогреве у Anthrax в поддержку Spreading the Disease и у Slayer в их туре Reign in Blood.

## Список композиций
Слова и музыка всех песен — Overkill, кроме указанных.
| №                   | Название                                 | Длительность |
| ------------------- | ---------------------------------------- | ------------ |
| 1.                  | «Raise the Dead»                         | 4:18         |
| 2.                  | «Rotten to the Core»                     | 5:00         |
| 3.                  | «There's No Tomorrow»                    | 3:23         |
| 4.                  | «Second Son»                             | 3:54         |
| 5.                  | «Hammerhead»                             | 4:01         |
| 6.                  | «Feel the Fire»                          | 5:52         |
| 7.                  | «Blood and Iron»                         | 2:40         |
| 8.                  | «Kill at Command»                        | 4:48         |
| 9.                  | «Overkill»                               | 3:27         |
| 10.                 | «Sonic Reducer» (Дэвид Томас, Чита Хром) | 2:51         |
| Общая длительность: | Общая длительность:                      | 40:14        |

## Участники записи
- Бобби «Блиц» Эллсворт — вокал
- Д. Д. Верни — бас-гитара, бэк-вокал
- Бобби Густафсон — гитара
- Рэт Скейтс — ударные

### Дополнительно
- Алекс Периэлас[англ.] — звукоинженер
- Джордж Марино — мастеринг
- Карл Кенеди — продюсер
- Джон Зазула — исполнительный продюсер